# Leptotarsus (Aurotipula) neali
Leptotarsus (Aurotipula) neali is een tweevleugelige uit de familie langpootmuggen (Tipulidae). De soort komt voor in het Australaziatisch gebied.